# 卢浩然
卢浩然（1916年—2002年），男，福建大田人，中华人民共和国作物遗传育种专家、农业教育家，曾任福建省政协副主席，第三届全国人大代表，第五、六届全国政协委员。